# Азиатски ориз
Азиатският ориз (Oryza sativa) е вид едносемеделно растение от семейство Житни (Poaceae). Той е важна земеделска култура, чиито семена са основна храна за големи части от населението на света, най-вече в Азия.
Семето на азиатския ориз се среща в най-различни цветове, включително бяло, кафяво, черно, лилаво и червено.